# Клеопатра VI
Клеопатра VI Трифена (грчки: Κλεοπάτρα Τρύφαινα, ? - 57. п. н. е.) је била краљица Египта из династије Птолемејида.

## Биографија
Међу историчарима постоји полемика да ли је Клеопатра VI истоветна личност са Клеопатром V, супругом (могуће и сестром) Птолемеја XII. По првој хипотези, Клеопатра V је умрла 69. или 68. године п. н. е, док је по другој хипотези она живела још нешто више од једне деценије, те је након мужевљевог бекства накратко преузела власт у Египту. Птолемеј је у Египту био непопуларан јер није успео спречити да Кипар падне у руке Римљана. Велики новац је египатски фараон потрошио како би подмитио сенаторе да одустану од освајања Кипра, али му то на крају није пошло за руком. Римљани су 58. године п. н. е. анектирали острво. Египћани су захтевали од Птолемеја да тражи враћање Кипра, што овај није учинио. Он је само још додатно повећао порезе, како би исплатио подмићене Римљане. То је довело до побуне у Александрији, која је натерала Птолемеја да побегне из земље. Клеопатра VI је са својом сестром Береником IV преузела престо, свргнувши Птолемеја XII. Годину дана након преузимања власти, Клеопатра је умрла (57. године п. н. е). Береника је наставила да влада сама.

## Извори и литература
- Dodson, Aidan and Hilton, Dyan. The Complete Royal Families of Ancient Egypt. Thames & Hudson. 2004.  978-0-500-05128-3
- Brian Kritt (April 2002), "Numismatic Evidence for a New Seleucid King: Seleucus (VII) Philometor", The Celator, 16 (4)
- Justin, Epitoma historiarum Philippicarum Pompei Trogi, pp. 39.2.3, 39.3.4–1
- Tyldesley, Joyce (2006), Thames & Hudson.  978-0-500-05145-0. стр. 200,.
- Porphyry, cited by Felix Jacoby, Fragmente der griechischen Historiker, no. 260 F 2, 14
- Eusebius of Caesarea, Chronicle, Schoene, p. 167.
- Strabo, Geographica, University of Chicago, p. 17.1.11.